# Grexit
Grexit é um neologismo que se refere à saída da Grécia da Zona Euro.

## Definição
Trata-se de uma palavra-valise composta pelos termos ingleses Greece (Grécia) e exit (saída). Os termos análogos Brexit (Britain+exit), Frexit (France+exit) e Spexit (Spain+exit)  referem-se à eventual exclusão da Grã-Bretanha, da França e da Espanha da Zona Euro e União Europeia, respetivamente. O termo foi cunhado em 6 de fevereiro de 2012, pelos analistas do Citigroup, Willem Buiter e H. Rahbari Ebrahim.